# حنة آرندت (فلم)
حنة آرندت فيلم دراما ألماني، صدر عام 2012، من بطولة باربرا زوكوفا Barbara Sukowa، جانيت ماكتر Janet McTeer، جوليا جنتيش Julia Jentsch، وإخراج مارغريت فون تروتا Margarethe von Trotta. الفيلم حصل على خمسة جوائز دولية، كما ترشح لثلاثة عشر جائزة أخرى.

## القصة
تدور قصة الفيلم في حقبة الستينات من القرن المنصرم، حول المنظّرة اليهودية الألمانية الشهيرة حنة آرندت، التي اتهمت بمعاداة السامية؛ نظرًا لاعتراضها على محاكمة القيادي النازي أدولف إيخمان أمام محكمة إسرائيلية بعد أن تم اختطافه من قبل الموساد؛ مما جر عليها انتقاد وتضييق واسعين من قبل اللوبي الصهيوني في أمريكا التي هاجرت إليها حنة هربًا من معتقل نازي في فرنسا.

## قراءة للفيلم
سبر الأغوار ليس بالأمر السهل. فحنة آرندت لا تقنع بمجرد المشاهدة، بل تريد أن تمعن النظر، كانت ترَ أنه يجب محاكمة النازية على جرائمها في حق الإنسانية، بينما اليهود المتقوقعون داخل قوميتهم قنعوا بمحاكمة إيخمان على جرائمه ضدهم. كانت تطل على الكون من منظار أوسع، بينما اليهود ينظرون من ثقب إبرة. كانت ترَ أن إيخمان No body، مجرد منفذ للأوامر، وأن الفكرة النازية فكرة تافهة فلم تتمكن منه، بينما اليهود يضخمون في إيخمان؛ لأنه وكلما ضخموا فيه رووا غليلهم من كل النازيين.

## وصلات خارجية
- مقالات تستعمل روابط فنية بلا صلة مع ويكي بيانات